# Боб Галина Дмитрівна
Галина Дмитрівна Боб (нар.. 4 листопада 1984, Пенза, Російська РФСР, СРСР) — російська актриса театру і кіно, співачка.

## Біографія
Народилася 4 листопада 1984 року в місті Пензі. Є сестра Тетяна.
З 2001 по 2006 була студенткою факультету спортивних танців РГУФК.
У 2008 році закінчила ВДІК.
З 2008 по 2011 рік була зайнята в спектаклях Театру драми імені Станіславського.
З 2009 року актриса театру імені Моссовєта.
Брала участь в проєкті «Танці» на телеканалі ТНТ.

## Особисте життя
З 26 вересня 2014 року Галина одружена з режисером серіалу «Деффчонкі» Сергієм Корягіним, з яким вона зустрічалася три роки до весілля. У подружжя двоє синів — Лев (нар.. 20.03.2015) та Андрій (нар.. 25.04.2017) та дочка Маргарита (нар. 15.04.2021).

## Театральні роботи
Театр імені Моссовєта
- «Шум за сценою» — Брук / помічник режисера Поппі
- «Чоловіки у вихідні» — Альона
- «Я, бабуся, Іліко та Іларіон» — Ціра, Мері
- «Casting / Кастинг» — Христина Зінченко
- «У випадку вбивства звертайтеся…» — Марго
- «Помилки однієї ночі» — Кет Хардкестль
- «Р. Р. Р.»- Дуня
- «Ревізор» — дружина Земляники
- «Три сестри» — Ірина

Театр імені Станіславського
- «Майстер і Маргарита» — Маргарита
- «Стакан води» — Абігайль
- «Ромео і Джульєтта» — Джульєтта

## Фільмографія
| Рік         |    | Назва                         | Роль                            |    |
| ----------- | -- | ----------------------------- | ------------------------------- | -- |
| 2006        | ф  | Андерсен. Життя без любові    |                                 | ру |
| 2007        | с  | Слід                          | роль в 6-му епізоді             | ру |
| 2007        | ф  | Артистка                      |                                 | ру |
| 2008        | мф | Козаки-розбійники             | Ангеліна, офіціантка            | ру |
| 2009        | с  | Сільська комедія              | Ольга Штерн, міська журналістка | ру |
| 2009        | с  | Одного разу буде кохання      | Люба                            | ру |
| 2009        | с  | Солдати-16. Дембель неминучий | Віта, медсестра                 | ру |
| 2010        | с  | Зоя                           | Олександра                      | ру |
| 2010        | ф  | Іванов                        | Сашенька, дочка Лебедєвих       | ру |
| 2010        | ф  | Карусель                      | Віка                            | ру |
| 2010 — 2011 | с  | Все на краще                  | Світлана Петровська (доросла)   | ру |
| 2010 — 2011 | с  | Жіноча ліга                   |                                 | ру |
| 2010        | с  | Охоронець 3                   | Анна                            | ру |
| 2011        | с  | Чоловіча жіноча гра           | Тоня, штукатур                  | ру |
| 2011        | ф  | Божевільний ювілей            | Юля, медсестра                  | ру |
| 2012 — 2018 | с  | Деффчонкі                     | Марія Бобилкіна                 | ру |
| 2012        | тф | Кастинг                       | Крістіна Зінченко               | ру |
| 2013        | ф  | Кур'єр з раю                  | блондинка                       | ру |
| 2014        | мф | Тетянина ніч                  | Свєта                           | ру |
| 2015        | мф | Тимчасово недоступний         | Маша                            | ру |

## Дискографія

### Міні-альбоми
| Назва                    | дата виходу      |
| ------------------------ | ---------------- |
| «Солодкі речі» (EP)      | 4 листопада 2016 |
| Хіти серіалу «Деффчонкі» | 21 вересня 2018  |

## Відеокліпи
| Рік  | Кліп               | Режисер                    | Альбом                        |
| ---- | ------------------ | -------------------------- | ----------------------------- |
| 2016 | «Б'ється серце»    | Рустем Нурієв              | «Солодкі речі» (EP)           |
| 2016 | «Коли я бачу тебе» | Галина Боб                 | «Солодкі речі» (EP)           |
| 2017 | «Солодкі речі»     | Сергій Корягін, Галина Боб | «Солодкі речі» (EP)           |
| 2018 | «5 хвилин»         | Всеволод Бродський         | «Хіти серіалу Деффчонкі» (EP) |

## Призи та нагороди
- 2007 рік — Приз за найкращу жіночу роль (Ніна) в дипломному спектаклі «Будь здоровий, школяр!» на XXVII Міжнародному Фестивалі ВДІК.
- 2007 рік — Премія імені Т. Ф. Макарової за найкращу жіночу роль (Джульєтта) в дипломному спектаклі «Ромео і Джульєтта».
- 2007 рік — Спеціальний приз Гільдії акторів кіно Росії за акторське втілення багатогранності образу сучасного героя за роль у виставі "Будь здоровий, школяр! ".
- 2008 рік — Премія «Золотий лист» за найкращу жіночу роль (Ніна) в дипломному спектаклі "Будь здоровий, школяр! ".